# Tân An, Ninh Kiều
Tân An là một phường cũ thuộc quận Ninh Kiều, thành phố Cần Thơ, Việt Nam.

## Địa lý
Phường Tân An nằm ở trung tâm quận Ninh Kiều, có vị trí địa lý:
- Phía đông và phía nam giáp quận Cái Răng với ranh giới là sông Cần Thơ
- Phía tây giáp các phường An Cư, An Phú, Xuân Khánh
- Phía bắc giáp phường Cái Khế và phường Thới Bình.

Phường Tân An có diện tích 1,37 km², dân số năm 2019 là 21.924 người, mật độ dân số đạt 16.003 người/km².
Phường có địa danh du lịch Bến Ninh Kiều nổi tiếng.

## Lịch sử
Dưới thời nhà Nguyễn, Tân An là một thôn thuộc tổng Định Bảo, huyện Vĩnh Định, phủ Tân Thành, tỉnh An Giang. Năm Minh Mạng thứ 20 (1839), thôn Tân An vẫn thuộc tổng Định Bảo, tuy nhiên lại chuyển sang thuộc sự quản lý của huyện Phong Phú, phủ Tuy Biên, tỉnh An Giang. Lúc bấy giờ, ngoài việc gọi theo địa danh hành chính chính thức, thôn Tân An còn được gọi bằng địa danh tên Nôm phổ biến hơn là "Cần Thơ".
Đến thời Pháp thuộc, tỉnh Cần Thơ được thành lập, tỉnh lỵ đặt tại làng Tân An thuộc tổng Định Bảo, quận Châu Thành. Lúc này, làng Tân An vừa đóng hai vai trò là nơi đặt quận lỵ quận Châu Thành và tỉnh lỵ tỉnh Cần Thơ.
Dưới thời Việt Nam Cộng hòa, tỉnh Cần Thơ được đổi tên thành tỉnh Phong Dinh. Ban đầu, xã Tân An vẫn đóng hai vai trò là quận lỵ quận Châu Thành và tỉnh lỵ của tỉnh Phong Dinh (tỉnh lỵ vẫn giữ nguyên tên là "Cần Thơ"). Tuy nhiên, về sau quận lỵ quận Châu Thành lại được dời về Cái Răng, về mặt hành chính thuộc xã Thường Thạnh.
Năm 1970, chính quyền Việt Nam Cộng hòa thành lập thị xã Cần Thơ là thị xã tự trị trực thuộc chính quyền Trung ương Việt Nam Cộng hòa, đồng thời kiêm tỉnh lỵ tỉnh Phong Dinh. Thị xã Cần Thơ được chia thành 2 quận:
- Quận 1 (quận Nhứt) gồm 5 phường: An Lạc, An Cư, An Nghiệp, An Hòa, An Thới.
- Quận 2 (quận Nhì) gồm 3 phường: Hưng Lợi, Hưng Phú, Hưng Thạnh.

Địa bàn phường Tân An ngày nay khi đó tương ứng với phường An Lạc và một phần phường An Cư thuộc quận 1.
Sau năm 1975, các phường An Lạc và An Cư trực thuộc thành phố Cần Thơ, tỉnh Hậu Giang.
Ngày 21 tháng 4 năm 1979, Hội đồng Chính phủ ban hành Quyết định 174-CP. Theo đó:
- Chia phường An Lạc thành hai phường lấy tên là phường Tân An và phường An Lạc
- Chia phường An Cư thành hai phường lấy tên là phường An Hội và phường An Cư.

Ngày 2 tháng 1 năm 2004, Chính phủ ban hành Nghị định 05/2004/NĐ-CP. Theo đó, giải thể thành phố Cần Thơ cũ và chuyển các phường An Hội, An Lạc, Tân An về quận Ninh Kiều mới thành lập.
Trước khi sáp nhập, phường Tân An có diện tích 0,56 km², dân số là 5.203 người, mật độ dân số đạt 9.291 người/km². Phường An Hội có diện tích 0,34 km², dân số là 6.464 người, mật độ dân số đạt 19.012 người/km². Phường An Lạc có diện tích 0,47 km², dân số là 10.257 người, mật độ dân số đạt 21.823 người/km².
Ngày 11 tháng 2 năm 2020, Ủy ban Thường vụ Quốc hội ban hành Nghị quyết số 893/NQ-UBTVQH14 về việc sắp xếp các đơn vị hành chính cấp xã thuộc thành phố Cần Thơ (nghị quyết có hiệu lực từ ngày 1 tháng 3 năm 2020). Theo đó, sáp nhập toàn bộ diện tích và dân số của các phường An Hội và An Lạc vào phường Tân An.

## Văn hóa
- Di tích cấp Quốc gia Khám Lớn Cần Thơ.